# XENONダークマター直接探索実験
XENON実験はイタリアのグラン・サッソ国立研究所の水深相当3100mの地下実験施設で行われている ダークマター（暗黒物質）直接探索実験です。XENON実験では希ガスの一種であるキセノンを液化してダークマターに対する標的として用いています。数多くのダークマターの候補の中でも、WIMPs (Weakly interacting massive particles)とよばれる、通常の物質と極めてまれに反応する種類のダークマターが良い候補だと考えられ、XENON実験の大きな目的の一つになっています。XENON実験では、二相式のタイムプロジェクションチェンバー（time projection chamber, TPC)とよばれる技術を用いた検出器を使用しています。
XENON実験の検出器では、液体キセノン内でのダークマターとキセノン原子核の反応によって発生されられたシンチレーション光と電離信号を検出します。予想される背景事象と比較して、統計的に有意に多い事象が観測されればダークマターの直接発見となります。XENON実験の現在の研究代表者はコロンビア大(Columbia University)の Elena Aprile です.

## 検出原理

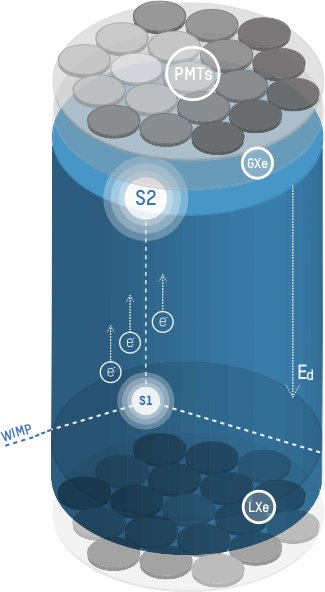
二相式TPCの概念図

XENON実験では、二相式のタイムプロジェクションチェンバー（time projection chamber, TPC)とよばれる技術を用いた検出器を使用しています。図に示す通り、二相式TPCは液体の相（図中でLXe）の上に気体の相（図中でGXe）によって形成されています。液体の相の底面及び気体の相の上面にそれぞれ多数の光電子増倍管(photomultiplier tubes, PMTs) が設置され、液相及び気相で発生した光を捉えます。液相で反応が起きると、シンチレーション光が発生
し、上下のPMTでとらえられます。シンチレーション光と同時に電離電子が発生、液相中にかけられた電場で上部の気相に向かって運動を始めます。電子は液相、気相間のにかけられた強い電場で気相に飛び出し、そこでエレクトルミネセンス光(electroluminescence)を発生、PMTでとらえられます。
液相で反応が起きると、シンチレーションと電離がおきます。液相で発生するシンチレーション光は波長178nm の紫外光です。シンチレーション光はPMTでとらえられ、S1信号とよばれます。電離によって生じた電子は、液体内部にかけられた電場のためにイオンと再結合することなく上部の気相に気相に向かって運動を始めます。電子は液相、気相間のにかけられた強い電場で気相に飛び出し、さらに加速されエレクトルミネセンス光(electroluminescence)を発生、PMTでとらえられます。このエレクトルミネセンス光はS2信号とよばれます。S2信号は、液体中に生成された単一の電子すらもとらえることのできる感度を持っています。
2相式TPCであるXENON検出器では、事象の3次元の位置検出器が可能です 。 液体キセノン中では、電子は等速度で運動（ドリフト）するため、S1信号とS2信号の時間差を使うことで事象の位置の深さを知ることができます。平面方向での事象の位置は、PMTの光量分布から知ることができます。こうした3次元の位置検出は検出器中での位置による事象の選別(fiducialization)を可能とします。ダークマター実験の様な稀現象を探索する実験では、こうした事象選別は非常に重要な技術となります。XENON実験の検出器では、外部からの背景事象は液体キセノンの自己遮蔽によって低減されます。したがって、3次元位置検出によって、液体キセノンの中心部で起こった事象のみを選択することで、背景事象を排除した探索が可能となります。
キセノン検出器で検出される信号には、キセノン原子の電子と反応したもの（電子反跳, electron recoil, ER）とキセノン原子の原子核と反応したもの(原子核反跳, nuclear recoil, NR)の2種類があります。電子反跳事象と原子核反跳事象では、反応時に生じるシンチレーション光と電離信号に使われるエネルギーの比が変わるため、S1信号とS2信号の大きさの比に違いが生じます。S2/S1の値は電子反跳事象の方が原子核反跳現象より大きくなることが知られており、ダークマターとの反応で期待される原子核反跳の選択効率を50%以上に保ったまま、電子反跳による背景事象を99%以上排除することが可能となります。 

## XENON10

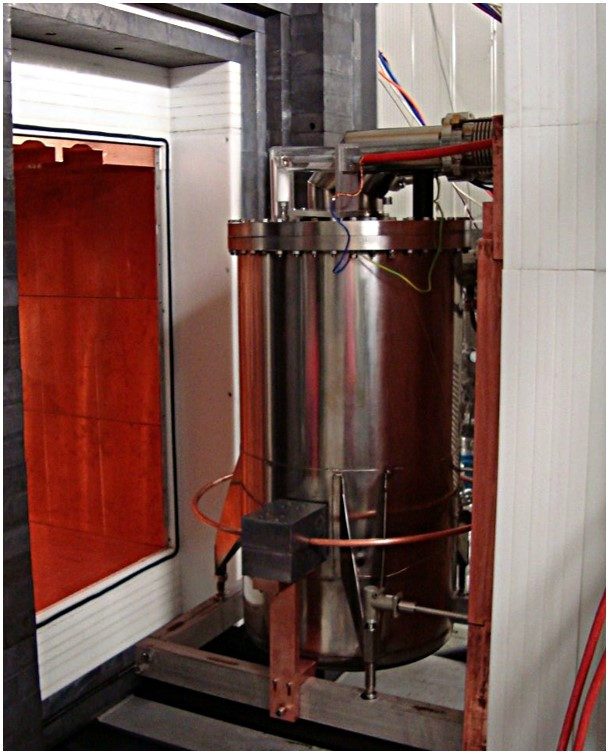
XENON100実験の検出器を含む冷凍機と遮蔽機構の写真。遮蔽は外側から20cmの水、20cmの鉛、20cmのポリエチレン、最内部には5cmの銅で構成されます。

XENON10実験はイタリアのグラン・サッソ国立研究所 の水深相当3100mの地下実験施設で2006年3月から行われました。
2006年の10月から2007年の2月にかけて行われた約 59日の測定の結果、30 GeV/c2 の質量をもつWIMPと核子との散乱断面積に対して10×10−43 cm2の 上限値を付けました。また、WIMPと中性子とのスピンに依存する反応について世界最高の制限を付けました。

## XENON100

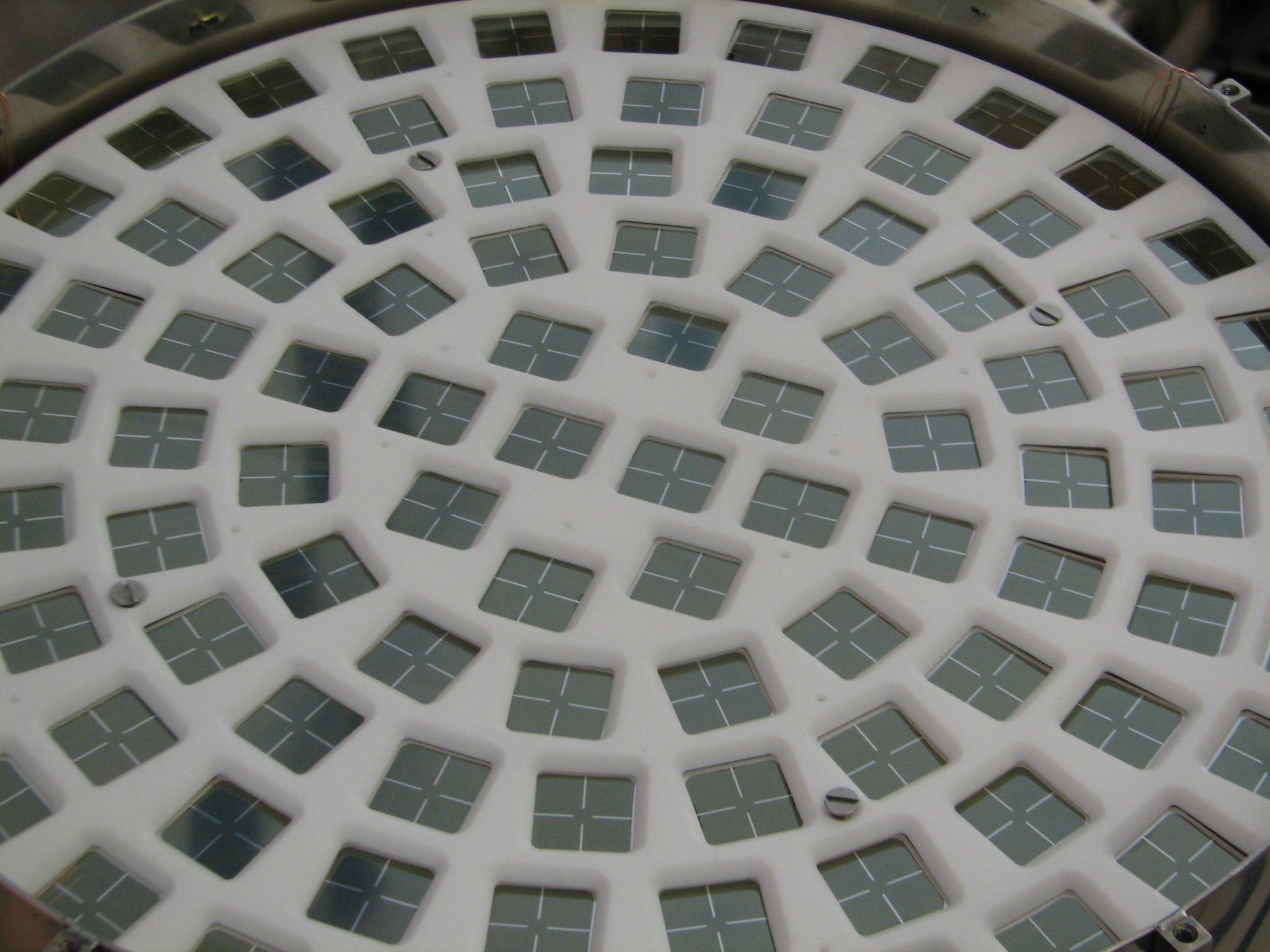
XENON100 検出器の上部PMT 。浜松ホトニクス社製の98本のR8520-06-A1からなる。上部PMTは事象再構成の精度向上のために、同心円状に配置されてます。

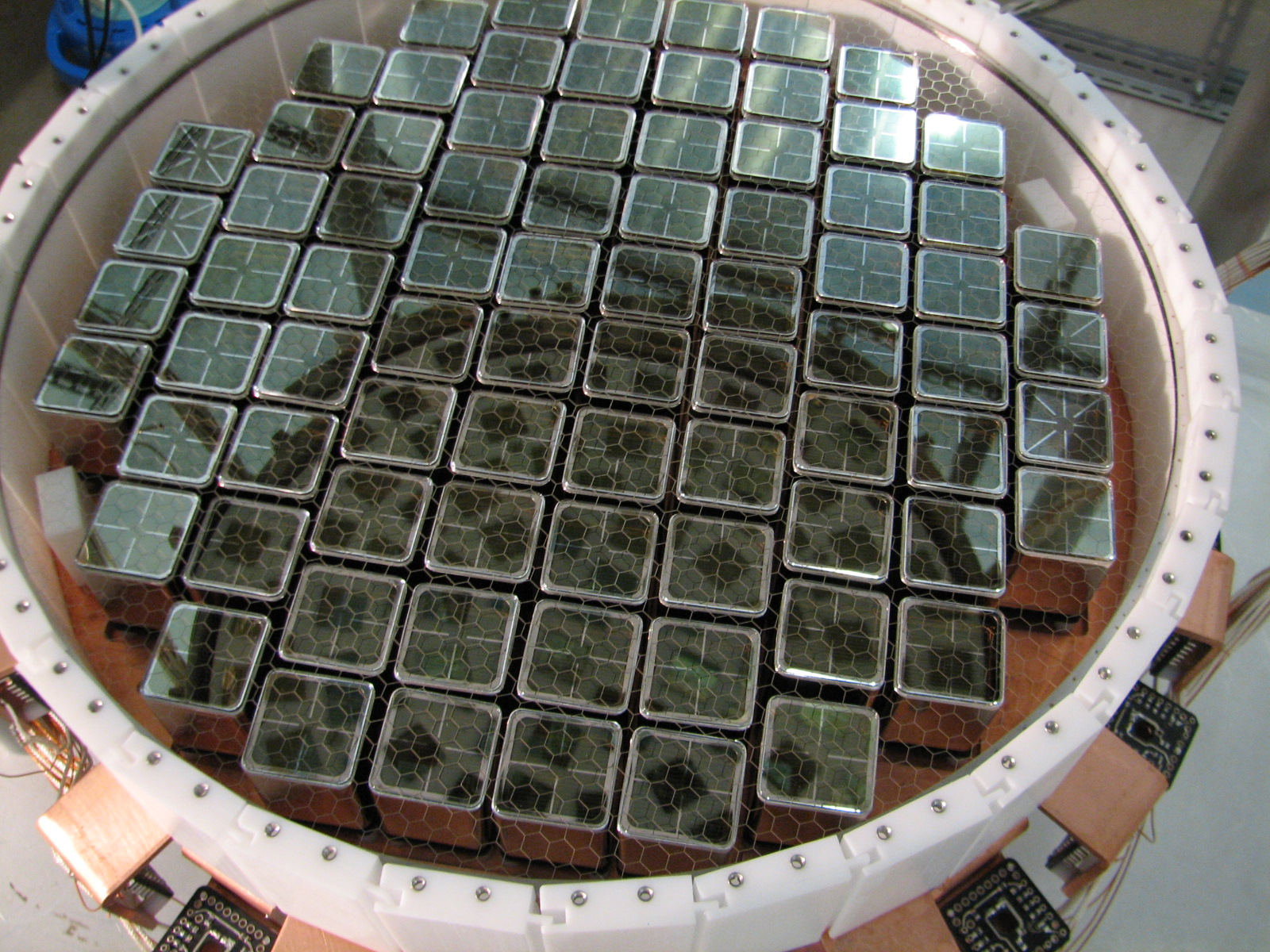
XENON100 検出器の底面部PMT 。浜松ホトニクス社製の80本のR8520-06-A1からなる。

XENON実験の第2世代検出器 XENON100検出器は165 kgの液体キセノンを用い、そのうちの62 kgがダークマターへの有効質量として使用されました。背景事象の計数率に関して、設計値である 10−2 事象/kg/day/keVを達成しました  。XENON100検出器はイタリアのグラン・サッソ国立研究所 の水深相当3100mの地下実験施設で2008年に設置されました。
2008年から行われたXENON100検出器を用いた測定の結果、2012年には65 GeV/c2の質量をもつWIMPと核子との散乱断面積に対して2.0×10−45 cm2の上限値を付けました。その他、非弾性散乱をするダークマター探索 やスピンに依存する反応 、アクシオンに対する世界最高感度での探索 なども行われました。XENON100検出器は暗黒物質検出器として最も低い背景事象計数率であ50 mDRU (1 mDRU=10−3 事象/kg/day/keV)を達成しました。。

## XENON1T
XENON実験の第3世代検出器 XENON1T検出器は2014T年からイタリアのグラン・サッソ国立研究所のホールBで建設が開始されました。直径及び高さ1mのXENON1T検出器には、3.2トンの液体キセノンが使用されています。XENON1T検出器は、直径及び高さ10mの宇宙線μ粒子の反同時計測のための水タンクの中に設置されています。
XENON1T検出器によるダークマター直接探索をはじめとした研究は、欧州や米国・中東など世界22の機関の135人の研究者で構成されるXENON実験（XENON Collaboration）によって推進されました。

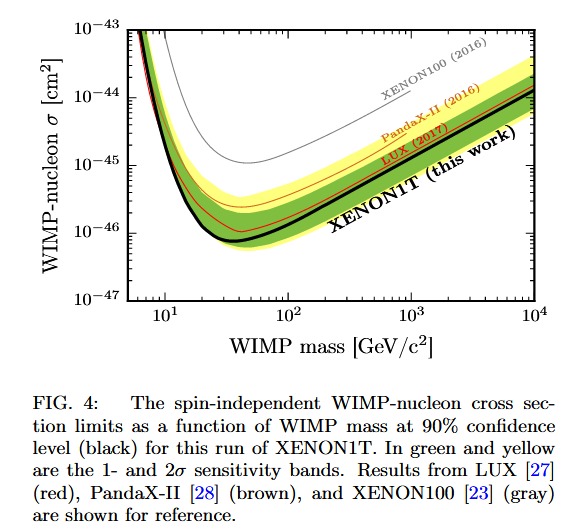
XENON1T実験で得られたWIMPと核子の相互作散乱断面積の上限値 (2017年11月出版)

XENON1T実験からの最初の結果は、2016年11月から2017年1月にかけて行われた測定の34日分のデータをもちいた行われた解析結果として、2017年5月18日に発表されました。XENON1T実験の結果は当時最高感度でダークマターを探索していたLUX実験の結果をしのぎ、35 GeV/c2のWIMPに対して7.7×10−47 cm2 の核子との散乱断面積の上限値をあたえました。
2018年の9月には278.8 日分の測定結果から30 GeV/c2のWIMPに対する制限を 4.1×10−47 cm2 に強めた結果を発表しました。
2019年4月には,  XENON CollaborationはXENON1T検出器の測定結果としてNatureに、キセノン124原子核に関して2つのニュートリノを伴う二重電子捕獲現象(double electron capture)の初観測を報告しました 。この現象の観測された半減期は宇宙年齢よりも長く、キセノンを用いた検出器の、ダークマター以外の極稀事象研究への応用範囲の広さ示す結果です。
XENON1T検出器は2016年に観測を開始、2018年末に次世代検出器XENONnT検出器 の建設のために観測を終えました。
2020年6月、 XENON collaborationは電子反跳事象の超過を報告ました。232事象が期待されるところ285事象が観測され、53事象の超過、統計的有意度は3.5σでした 。この超過に対して考えられる原因は3つです。太陽起源の理論上の仮想粒子アクシオン アクシオン (axions), ニュートリノの異常磁気モーメント、そして放射性同位体トリチウムの検出器への混入です。 その他にも多くのっ仮説が多くの研究者によって提唱されました。この電子反跳事象の超過は2022年7月に後継機であるXENONnT検出器の高精度のデータによって否定されました。

## XENONnT
XENONnT 検出器はXENON1T 検出器の後継機としてイタリアのグラン・サッソ国立研究所のホールBに建設されました。XENONnT検出器には約8トンの液体キセノンが使用されています。キセノンの質量増加に加えて、背景事象を削減・反同時計測するためのいくつかの改良が施されています。検出器は直径及び高さ10mの水タンクの中に設置されています。XENONnT検出器は2020に完成・測定を開始しました 。
2022年7月、XENON1Tで確認された電子反跳の超過について、XENONnT検出器で高精度の観測を行い、これを否定する結果を発表しました。

## Further reading
- Angle, J (2008). “First Results from the XENON10 Dark Matter Experiment at the Gran Sasso National Laboratory”. Physical Review Letters 100 (2):  021303. arXiv:0706.0039. Bibcode: 2008PhRvL.100b1303A. doi:10.1103/PhysRevLett.100.021303. PMID 18232850etal

## External links
- The XENON Experiment
- XENON home page at the University of Chicago
- XENON home page at Columbia University
- XENON home page at the University of Zurich
- XENON home page at Rice University
- XENON home page at Brown University
- Katsuhi Arisaka, XENON at University of California, Los Angeles
- Dark matter limit plotter with the latest results from XENON and other experiments
- Enlightening the dark, CERN Courier, Sep 27, 2013